# Иофиил

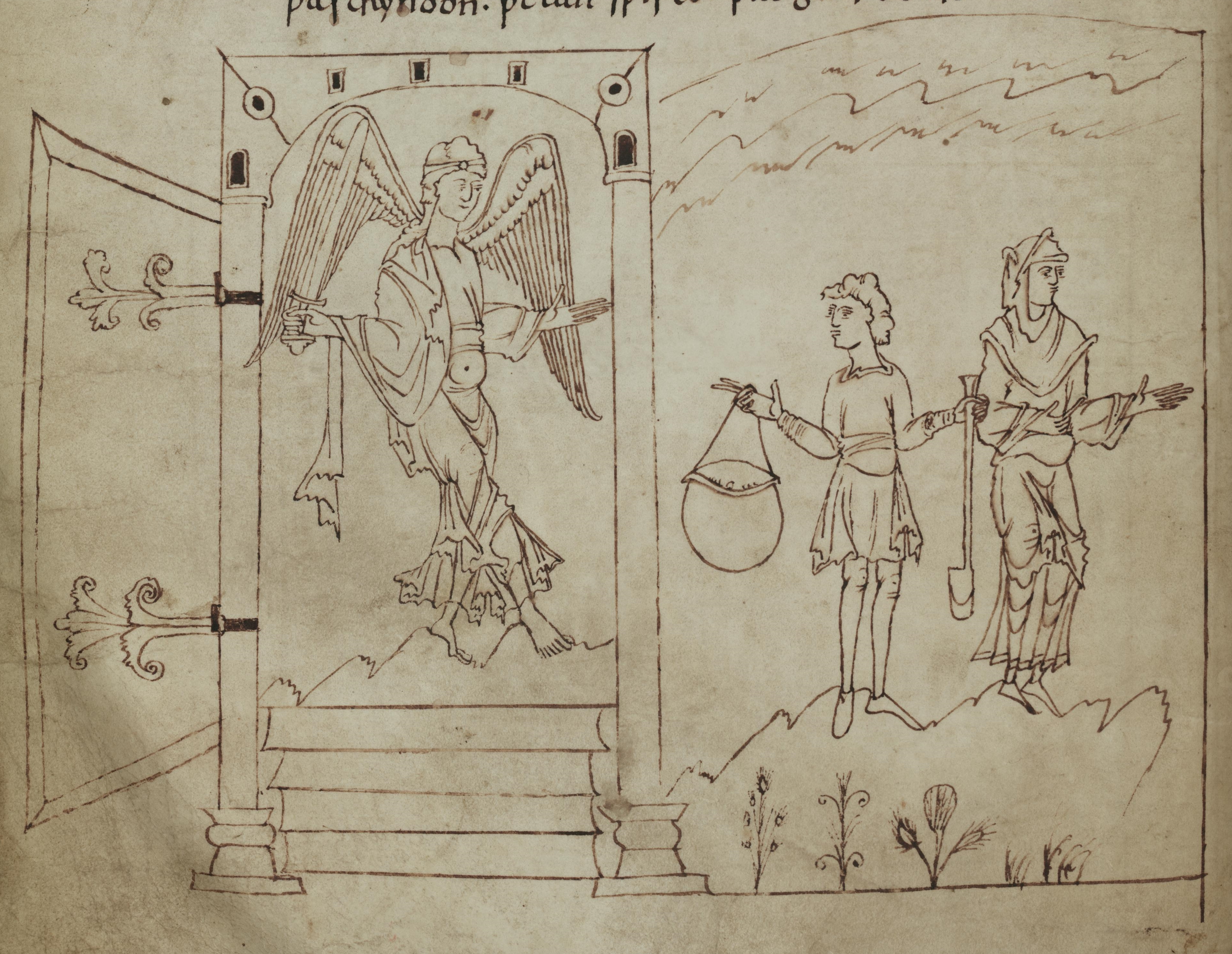
Иофиил изгоняет Адама и Еву из рая

Архангел Иофиил (ивр. יופיאל‎ — «Красота Божия») — один из архангелов. Его имя не встречается в Священном Писании и известно из иудейских преданий.
В ряде христианских преданий Иофиил считается тем ангелом, который изгнал Адама и Еву из рая и был приставлен охранять древо познания добра и зла.
Согласно псевдоэпиграфу Моисея, другое имя Иофиила — Дина. Он описывается как ангел седьмого неба, каббалистический хранитель Закона и мудрости, который учил души 70 языкам в небесной коллегии.
Генрих Корнелиус Агриппа называют Иофиила учителем Сима.
Афанасий Кирхер называет Иофиила Angelus pulchritudinis, то есть «ангелом красоты».